# Municipio de Marion (condado de Plymouth)
El municipio de Marion (en inglés: Marion Township) es un municipio ubicado en el condado de Plymouth en el estado estadounidense de Iowa. En el año 2010 tenía una población de 600 habitantes y una densidad poblacional de 6,39 personas por km².

## Geografía
El municipio de Marion se encuentra ubicado en las coordenadas 42°46′57″N 96°2′4″O / 42.78250, -96.03444. Según la Oficina del Censo de los Estados Unidos, el municipio tiene una superficie total de 93.85 km², de la cual 93,81 km² corresponden a tierra firme y (0,04 %) 0,04 km² es agua.

## Demografía
Según el censo de 2010, había 600 personas residiendo en el municipio de Marion. La densidad de población era de 6,39 hab./km². De los 600 habitantes, el municipio de Marion estaba compuesto por el 98,5 % blancos, el 0,17 % eran asiáticos y el 1,33 % eran de una mezcla de razas. Del total de la población el 1,67 % eran hispanos o latinos de cualquier raza.